# Campeonato Alemán de Fútbol 1951
El Campeonato Alemán de Fútbol 1951 fue la 41.ª edición de la máxima competición futbolística de Alemania Federal.

## Grupo 1
| Pos | Equipo         | PJ | PG | PE | PP | GF | GC | Pts |
| 1   | Kaiserslautern | 6  | 4  | 1  | 1  | 14 | 8  | 9   |
| 2   | Schalke 04     | 6  | 3  | 1  | 2  | 7  | 6  | 7   |
| 3   | SpVgg Fürth    | 6  | 1  | 2  | 3  | 8  | 9  | 4   |
| 4   | St. Pauli      | 6  | 2  | 0  | 4  | 6  | 12 | 4   |

## Grupo 2
| Pos | Equipo                 | PJ | PG | PE | PP | GF | GC | Pts |
| 1   | Preußen Münster        | 6  | 4  | 0  | 2  | 22 | 16 | 8   |
| 2   | Núremberg              | 6  | 4  | 0  | 2  | 17 | 13 | 8   |
| 3   | Hamburgo               | 6  | 3  | 0  | 3  | 12 | 12 | 6   |
| 4   | Tennis Borussia Berlin | 6  | 1  | 0  | 5  | 10 | 20 | 2   |

## Final
| Kaiserslautern | 2 – 1 | Preußen Münster |

|                                  |
| Campeón Kaiserslautern 1° título |